# アマレココ
アマレココ (英語:Amarecoco) とは、キャプチャーソフトの一つ。

## 概要
Bandicamと並ぶ日本で愛用されているキャプチャーソフトの一つ。利用するには有料ソフト (シェアウェア) の「AMVビデオコーデック」を購入する必要があるが、実は無料で利用できる。

## 種類
- アマレコTV (Windows 7用)
- スーパーアマレココ　（Windows 10、Windows 8用)
- 旧版 アマレコTV Live アマミキ！
- 旧版 アマレココ (Windows XP用)
- アマレコ・ライト
- ファンタジーリモート
- AMVビデオコーデック (有料)